# ایوان سولوئتا
ایوان سولوئتا (اسپانیایی: Ivan Zulueta‎؛ ۲۹ اکتبر ۱۹۴۳ – ۳۰ دسامبر ۲۰۰۹) کارگردان، فیلم‌نامه‌نویس و طراح اهل اسپانیا بود.
شهرت او، بجز فیلم‌ها و آثار خودش که مشتمل بر کارگردانی، ساخت موسیقی و طراحی صحنه بود، به‌واسطهٔ طراحیِ پوسترِ فیلم‌هایِ اولیهٔ کارگردانِ نامدار اسپانیا پدرو آلمودوار است.